# Marianna (Floride)
Pour les articles homonymes, voir Marianna.
La ville de Marianna est le siège du comté de Jackson, dans l’État de Floride, aux États-Unis.
Marianna est nommée l'honneur en l'honneur de Marianna Beveridge, fille des propriétaires du terrain où fut fondée la ville.

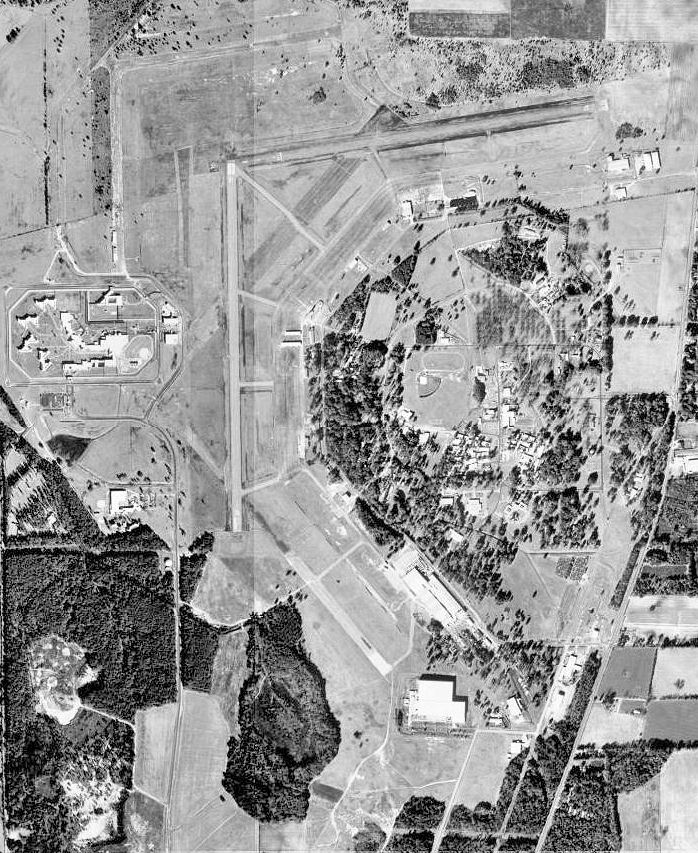
L’aéroport de Marianna

## Démographie
| 1850 | 1860 | 1870 | 1880 | 1890 | 1900 |
| ---- | ---- | ---- | ---- | ---- | ---- |
| 356  | 440  | 663  | 586  | 926  | 900  |

| 1910  | 1920  | 1930  | 1940  | 1950  | 1960  |
| ----- | ----- | ----- | ----- | ----- | ----- |
| 1 915 | 2 499 | 3 372 | 5 079 | 5 845 | 7 152 |

| 1970  | 1980  | 1990  | 2000  | 2010  | - |
| ----- | ----- | ----- | ----- | ----- | - |
| 7 282 | 7 006 | 6 292 | 6 230 | 6 102 | - |

Lors du recensement de 2010, sa population a été estimée à 6 102 habitants. La municipalité s'étend sur 13,17 milles carrés (34,11 km2), dont 13,12 milles carrés (33,98 km2) de terres.

## Transports
Marianna dispose d’un aéroport (Marianna Municipal Airport).